# Rolando Trujillo
Trujillo  Caballero est un nom espagnol. Le premier nom de famille, en général paternel, est Trujillo ; le second, en général maternel, souvent omis, est Caballero.
Rolando Trujillo Caballero (né le 16 juillet 1978) est un coureur cycliste colombien.

## Palmarès
- 2007
  - 2e du Tour du Trujillo
- 2008
  - 3e étape du Tour du Venezuela

## Classements mondiaux
| Année            | 2006 | 2007 | 2008 |
| ---------------- | ---- | ---- | ---- |
| UCI America Tour | 394e |      | 146e |